# Guido Boni
Guido Boni (født 7. februar 1892, død 15. december 1956) var en italiensk gymnast, som deltog i OL 1912 i Stockholm. 
Boni stillede ved OL 1912 op i mangekamp både individuelt og i holdkonkurrencen. I den individuelle konkurrence kom han på en delt fjerdeplads med 128,0 point. I holdkonkurrencen, som optrådte på OL-programmet første gang dette år, konkurrerede hold med mellem 16 og 40 gymnaster mod hinanden, og italienerne med seks af de ti bedste i den individuelle konkurrence vandt sikkert med 53,15 point, mens ungarerne på andenpladsen opnåede 45,45 point og briterne på tredjepladsen 36,90 point.
Ved VM i 1913 vandt Boni to konkurrencer: Ringe (delt med tre andre) og parallelle barrer (delt med landsmanden Giorgio Zampori, som han også delte den individuelle fjerdeplads med ved OL).